# 苯甲酸雄甾醇酮
苯甲酸雄甾醇酮（英语：Androstanolone benzoate），也称为17-安息香酸雄甾醇酮或苯甲酸二氢睾酮（DHTB），是一种合成雄激素和合成代谢药类固醇和二氢睾酮酯。它用作注射剂，并作为雄甾醇酮（二氢睾酮）的前体药物。